# エクトール・バベンコ
ヘクトール・バベンコ（Héctor Babenco, 1946年2月7日 - 2016年7月13日）は、アルゼンチン・ブエノスアイレス生まれマル・デル・プラタ育ちのブラジルの映画監督、脚本家、映画プロデューサーである。

## 経歴
ユダヤ系ウクライナ人の父とポーランド人の母の間に生まれる。ブラジル国籍を取得し、ブラジルを拠点としている。『カランジル』の映画解説では流暢なポルトガル語で会話している。彼の手がける作品にはゲイがよく登場する。
これまで『蜘蛛女のキス』『Corazon iluminado』『カランジル』の3本の作品がカンヌ国際映画祭のパルム・ドールにノミネートされている。また、『蜘蛛女のキス』ではアカデミー監督賞の候補にもなった。
日本では、エクトール・バベンコ、エクトル・バベンコと表記される場合もある。
2016年7月13日、心臓発作のためブラジルのサンパウロの病院で逝去。70歳没。

## 主な監督作品
- 傷だらけの生涯 Lúcio Flávio, o passageiro da agonia (1977)
- ピショット Pixote (1980)
- 蜘蛛女のキス O beijo da Mulher-Aranha (1985)
- 黄昏に燃えて Ironweed (1987)
- カランジル Carandiru (2003)
- 失われた肌 El Pasado (2007)

## 出演作品
- 夜になるまえに Before Night Falls (2000)